# Ślimak zaniedbany
Ślimak zaniedbany (Cernuella neglecta) – gatunek ślimaka trzonkoocznego z rodziny Geomitridae; wcześniej zaliczany do Hygromiidae.

## Występowanie
Gatunek kserotermiczny, żyjący na skalistych łąkach, nieużytkach, otwartych siedliskach, w ogrodach oraz przy drogach. Naturalny zasięg jego występowania obejmuje północną Hiszpanię i południową Francję, po środkowe Włochy. Został introdukowany w Belgii, Holandii, Szwajcarii, Niemczech, Czechach i w południowej Polsce. Na obszarze Polski jest bardzo rzadko spotykany (jedno stanowisko we wschodnich Sudetach, prawdopodobnie zawleczony).

## Budowa i tryb życia
Muszla o wymiarach 6–10 x 9–18 mm, z 5–6 skrętkami, biała, zwykle z brązowymi paskami. Ciało ciemne lub szarawe z czerwonawym lub żółtawym odcieniem. Porusza się powoli. Wspina się na pnie drzew i roślin zielonych, gdzie zapada w stan estywacji.